# Meghalayen
| Systeem Periode                           | Serie Tijdvak | Subserie | Etage Tijdsnede | Ouderdom (Ma)   |
| ----------------------------------------- | ------------- | -------- | --------------- | --------------- |
| Kwartair                                  | Holoceen      | Boven    | Meghalayen      | 0 - 0,0042      |
| Kwartair                                  | Holoceen      | Midden   | Northgrippien   | 0,0042 - 0,0082 |
| Kwartair                                  | Holoceen      | Onder    | Greenlandien    | 0,0082 - 0,0117 |
| Kwartair                                  | Pleistoceen   | Boven    | Boven           | 0,0117 - 0,126  |
| Kwartair                                  | Pleistoceen   | Midden   | Chibaien        | 0,126 - 0,781   |
| Kwartair                                  | Pleistoceen   | Onder    | Calabrien       | 0,781 - 1,80    |
| Kwartair                                  | Pleistoceen   | Onder    | Gelasien        | 1,80 - 2,58     |
| Neogeen                                   | Plioceen      | Plioceen | Piacenzian      | ouder           |
| Indeling van het Kwartair volgens de ICS. |               |          |                 |                 |

Het Meghalayen (Vlaanderen: Meghalayaan) is in de internationaal gebruikte geologische tijdschaal van de ICS de bovenste etage of laatste tijdsnede in het Holoceen, van 4.250 jaar geleden (vòòr het jaar 2000) tot heden. Het volgt op het Northgrippien. De tijdsnede is de jongste in de geologische tijdschaal en komt overeen met het tijdperk Atlanticum uit de palynologie. Tijdens het Meghalayen oefende de mens steeds grotere invloed uit op de Aarde, met name sinds de Industriële Revolutie. Het tijdperk waarin de mens invloed op de planeet uitoefent wordt informeel wel Antropoceen genoemd, maar er is geen overeenstemming over de ondergrens ervan en de naam maakt geen deel uit van de geologische tijdschaal van de ICS.

## Klimaatsverandering
Het onderscheid tussen het Midden-Holoceen (Northgrippien) en Laat-Holoceen (Meghalayen) wordt gelegd bij een periode van wereldwijde klimaatsverandering als gevolg van het veranderen van de wereldwijde patronen in de atmosferische en oceanische circulaties, waarbij de huidige situatie ontstond. De veranderingen hielden ongeveer drie eeuwen aan. Op lagere en middelbare breedtegraden werd het klimaat meestal droger - er kwam een definitief einde aan het Holoceen subpluviaal. In Noord-Afrika, Australië, het Midden-Oosten en het Middellandse Zeegebied trad verdroging en soms woestijnvorming op. Deze klimaatsverandering wordt door archeologen in verband gebracht met grootschalige migratie en het verdwijnen van veel menselijke culturen, waaronder het Oude Rijk in Egypte en de Harappacultuur in de Indusvallei.
In de Grote Oceaan nam de invloed van El Niño toe, waardoor de regenval tijdens de moesson in Azië afnam. 
Tegelijkertijd werd het klimaat op hogere breedtegraden op veel plaatsen juist vochtiger, zoals in Noord-Europa het geval was. De ijskappen op het noordelijk halfrond hadden rond 4250 jaar geleden een groeiperiode en rond Antarctica vond aangroei van het zee-ijs plaats.

## Stratigrafie
Het stratotype van de basis van het Meghalayen, de GSSP, bevindt zich in een druipsteen afkomstig uit Krem Mawmluh, een druipsteengrot op de rand van het Plateau van Shillong in Noordoost-India. De grot ligt in het zuiden van de Indiase deelstaat Meghalaya, waarnaar de etage is vernoemd. 
Bij de invoering was deze GSSP de eerste en enige golden spike in een druipsteen: het stratotype van de basis van de meeste chronostratigrafische eenheden ligt in ontsluitingen van geologische gesteentelagen. De druipsteen geeft echter een zeer nauwkeurig archief van de klimaatsveranderingen. Net als bij boomringen zijn in de groeilagen van druipstenen afzonderlijke jaren te tellen. Bovendien is door middel van uranium-thoriumdatering de ouderdom van de groeilagen met een onzekerheid van slechts 5 jaar vastgesteld. De druipsteen laat twee grote afnames van de delta 18O-waardes zien: rond de 4300 en 4100 jaar BP. De GSSP is tussen deze twee waarden gelegd: bij 4200 jaar BP op de gekalibreerde radio-isotopenschaal of 4250 jaar vòòr 2000. De druipsteen wordt bewaard in het Birbal Sahni Institute of Palaeosciences in Lucknow, India.